# Циаву, Александра
Александра Циаву (греч. Αλεξάνδρα Τσιάβου, род.26 сентября 1985) — греческая спортсменка, гребец, бронзовый призёр (в команде с Христиной Язидзиду) Олимпийских игр 2012 в классе парных двоек (лёгкий вес), а также трёхкратная чемпионка мира (2009, 2011, 2012) и пятикратная чемпионка Европы (2007, 2008, 2009, 2010, 2011). Участница Олимпийских игр в Пекине (6 место в паре с Криси Бискици).

## Ранние годы
Александра Циаву родилась 26 сентября 1985 года в семье фермера и педагога в городе Игуменица, где живёт и по сей день. Изначально занималась художественной гимнастикой, но была вынуждена была покинуть этот вид спорта из-за своего роста. В 1998 году начала заниматься греблей по предложению родителей, став членом Морского клуба Игуменицы (греч. Δ.Ν.Ο. Ηγουμενίτσας). Окончила Педагогическую академию и некоторое время работала помощником педагога в начальной школе, но уволилась с должности в пользу спортивной карьеры в 2008 году.

## Спортивная карьера
Первым крупным соревнованием для Александры стал юношеский чемпионат мира 2001, проходивший в Дуйсбурге, Германия.
Выступала на Олимпийских играх в Пекине в паре с Криси Бискици, заняв итоговое 6 место.
С 2009 года спортсменка стала участвовать в турнирах в паре с Христиной Язидзиду. На чемпионате мира 2009 в Познани девушки выиграли золото. В 2010 году греческий дуэт стал бронзовыми призёрами, а на следующем чемпионате 2011 года в словенском Бледе вновь заняли первое место.
На летних Олимпийских играх 2012 в Лондоне спортсменки заняли третье место, получив бронзовые медали Олимпиады.
После Олимпиады выиграла очередной титул мировой чемпионки, только на этот раз в классе одиночек.